# Jaecoo J5
Jaecoo J5 (также известный как Jaecoo 5) — субкомпактный кроссовер, выпускаемый с 2025 года суббрендом Jaecoo китайской компании Chery Automobile.

## Описание
Прототип Jaecoo J5 был продемонстрирован в 2025 году на Международном автосалоне в Индонезии. Серийная версия была представлена в том же году на Шанхайском автосалоне.
Экстерьер схож с Jaecoo J7. Радиаторная решётка широкая, с вертикальными прутьями, дверные ручки — обычные, дизайн крыши — подвесной, а задняя светотехника интегрирована с логотипом Jaecoo на чёрном фоне. На переднем бампере находится воздухозаборник.
Интерьер автомобиля выполнен в минималистичном стиле. В комплектацию входят информационно-развлекательная система с 13,2-дюймовым сенсорным экраном, цифровая приборная панель, а также селектор КПП на рулевом колесе. Само рулевое колесо имеет двухспицевую конструкцию, как у Omoda C9. Другие особенности интерьера — панорамная стеклянная крыша площадью 1,45 м², настраиваемое освещение, двойные держатели для смартфонов с беспроводным зарядным устройством Qi и место для хранения вещей под центральной консолью.
Объём багажника J5 при разложенных задних сиденьях составляет 480 л, а при сложенных — 1180 л.

## Технические характеристики
Jaecoo J5 оснащается 1,6-литровым рядным четырёхцилиндровым бензиновым двигателем с турбонаддувом мощностью 147 л. с. Коробка передач — семиступенчатая, с двумя сцеплениями.

## Jeland J5
Jeland J5 — ребеджинговый вариант Jaecoo J5 для российского рынка. По габаритам сопоставим с Geely Coolray, Haval Jolion или Chery Tiggo 4. Автомобиль оснащается бензиновым двигателем 1.6 TGDI мощностью 197 л. с. и крутящим моментом 290 H⋅м. Коробка передач — семиступенчатая роботизированная. Сборка организована на бывшем заводе компании General Motors в Шушарах.